# Адаменко Станіслав Михайлович
Станісла́в Миха́йлович Ада́менко (нар. 31 липня 1949, с. Поташ) — український художник, член Національної спілки художників України (з 1989 року), заслужений художник Української РСР (1990), народний художник України (1994), академік Української академії архітектури (1998), лауреат Державної премії УРСР по архітектурі (1990, за реконструкцію Державного академічного театру опери і балету ім. Т. Шевченка). Нагороджений Почесною відзнакою Президента України (1996).

## Життєпис
Народився у с. Поташ Тальнівського району Черкаської області. У 1975 році закінчив Київський державний художній інститут, педагог з фаху Н. Б. Чмутіна. Працює в галузі монументально-декоративного мистецтва. Генеральний директор ДП «Проектне бюро Державного управління справами» (з 1998), член архітектурно-містобудівної ради міста Києва.

## Основні твори
- Інтер'єр Палацу культури в с. Горбакові Рівненської області (1982)
- Головне фоє у Інституту міжнародних відносин КДУ ім. Т. Шевченка (1986)
- Зал органної та камерної музики у м. Рівному (1987)
- Реконструкція будівлі Національної опери України (у співавторстві, 1987).
- Станція метро «Золоті ворота» (у співавторстві, 1990).
- Реконструкція будівлі Донецького театру опери і балету (у співавторстві, 1994).
- Реконструкція будівлі Палацу культури «Україна» (у співавторстві, 1996)
- Реконструкція будівлі Маріїнського палацу в Києві.

## Сім'я
- Дружина: Ралко Марія Олександрівна (нар. 1950) — українська художниця, народний художник України (1994), академік Української академії архітектури (1998), лауреат Державної премії України в галузі архітектури (1991).

## Зображення

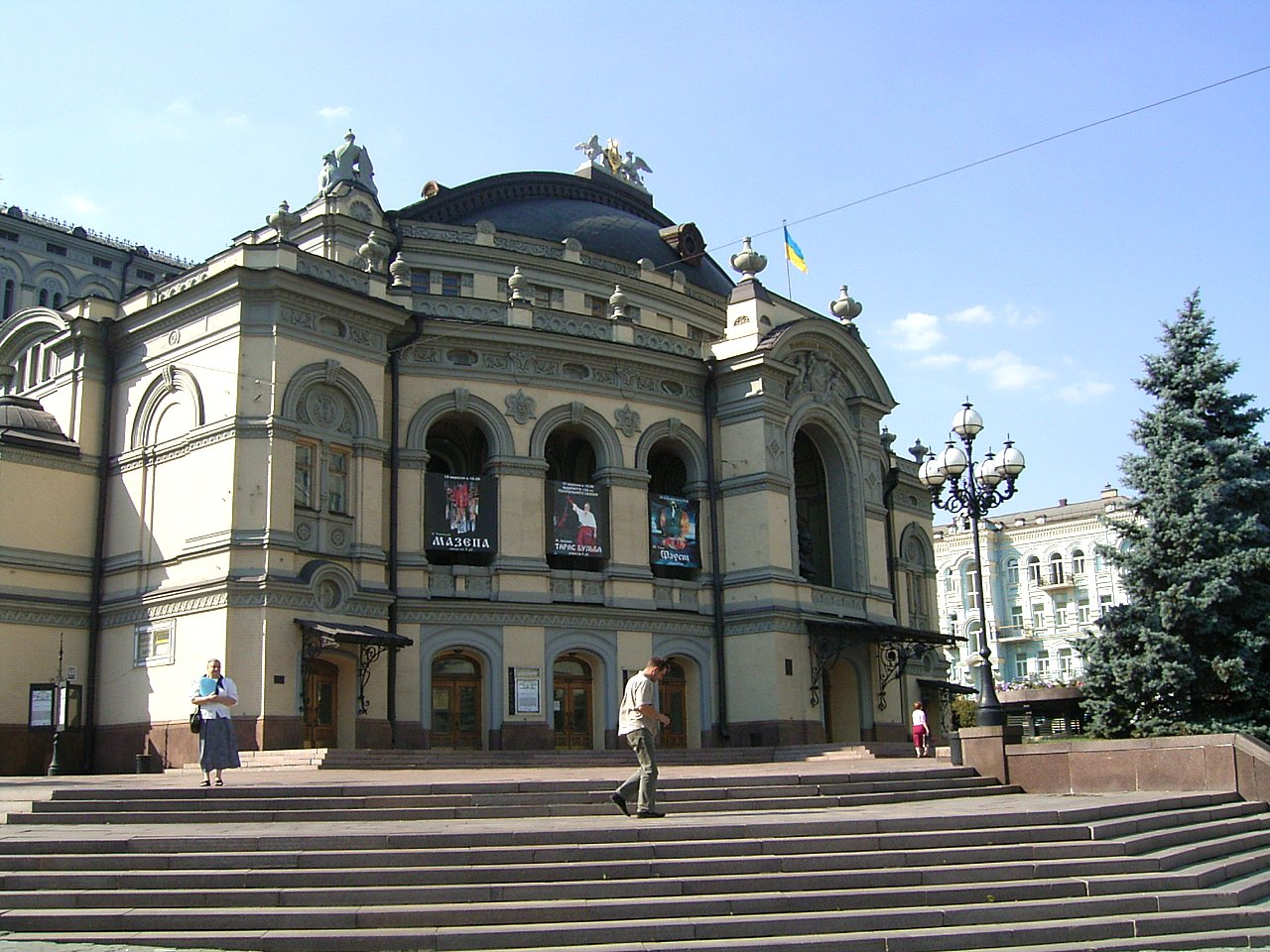
Національна опера України імені Тараса Шевченка
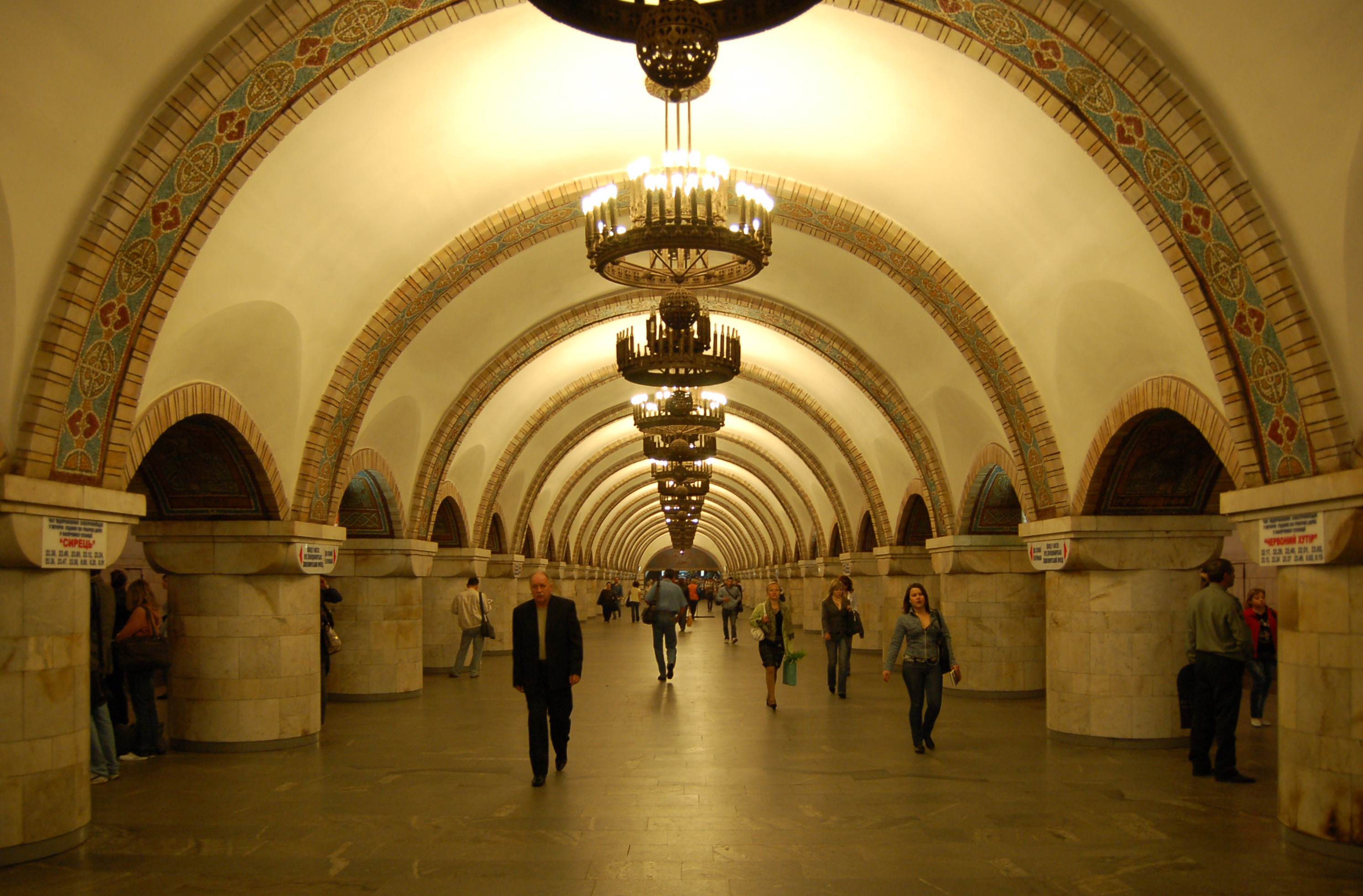
Станція метро «Золоті ворота»
Національний палац мистецтв «Україна»